# Pietrowice Wielkie
Pietrowice Wielkie (česky Velké Petrovice, německy Groß Peterwitz) je ves a správní středisko gminy Pietrowice Wielkie v okrese Ratiboř ve Slezském vojvodství v Polsku. Ves se nachází mezi městy Ketř (Kietrz) a Ratiboř (Racibórz). Vsí protéká řeka Psina (přítok řeky Odry).

## Další informace
Ve vsi se nachází kostel svatého Víta, Modesta a Kresencie (Kościół św. Wita, Modesta i Krescencji). Ke vsi také patří osada Skowronów s kostelem povýšení Svatého kříže (Kościół pw. św. Krzyża), arboretem, dřevěnicemi a rozhlednou (Wieża widokowa w Pietrowicach Wielkich).
Pietrowice Wielkie jsou také na trasách cyklostezek a turistických stezek.

## Galerie

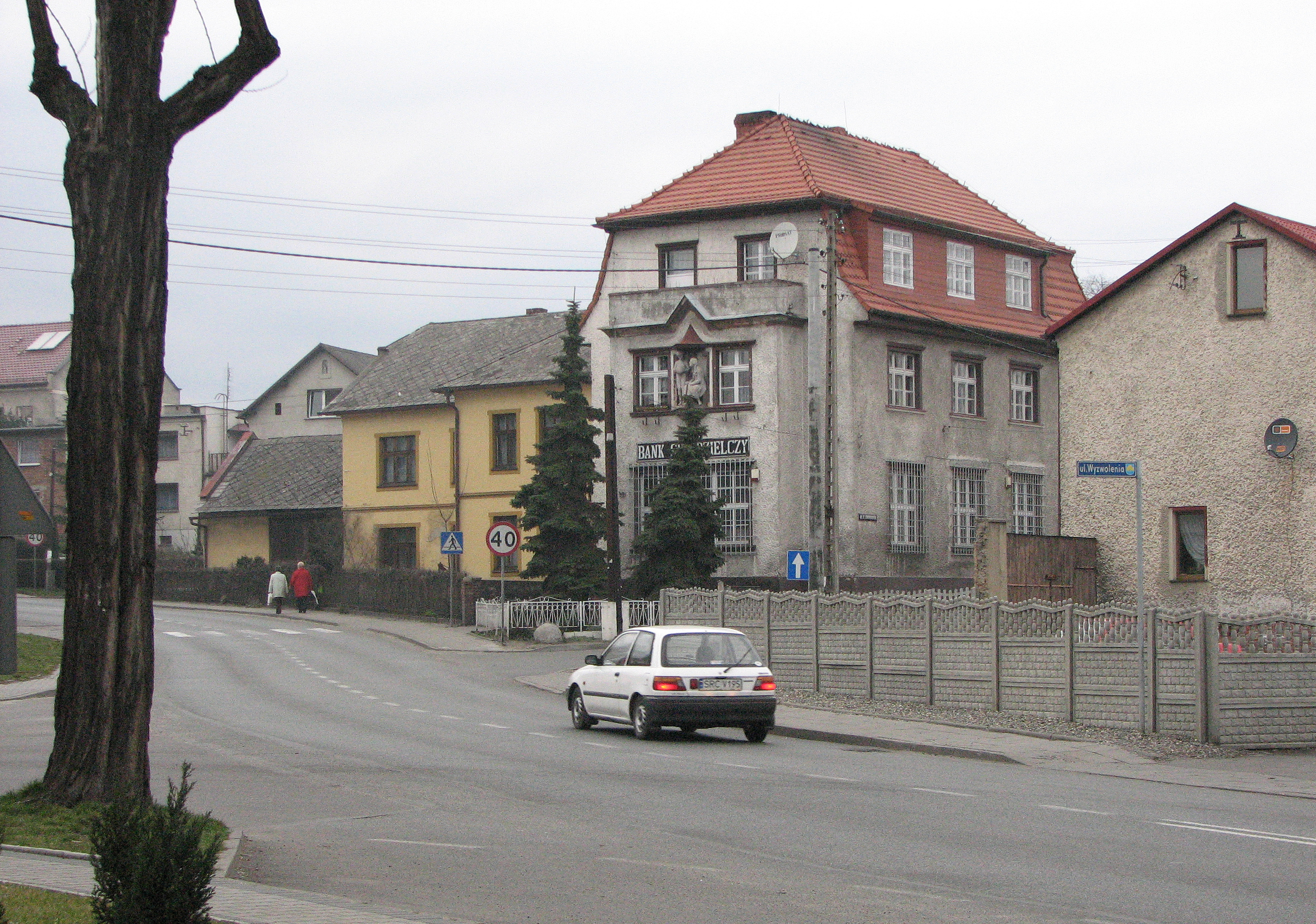
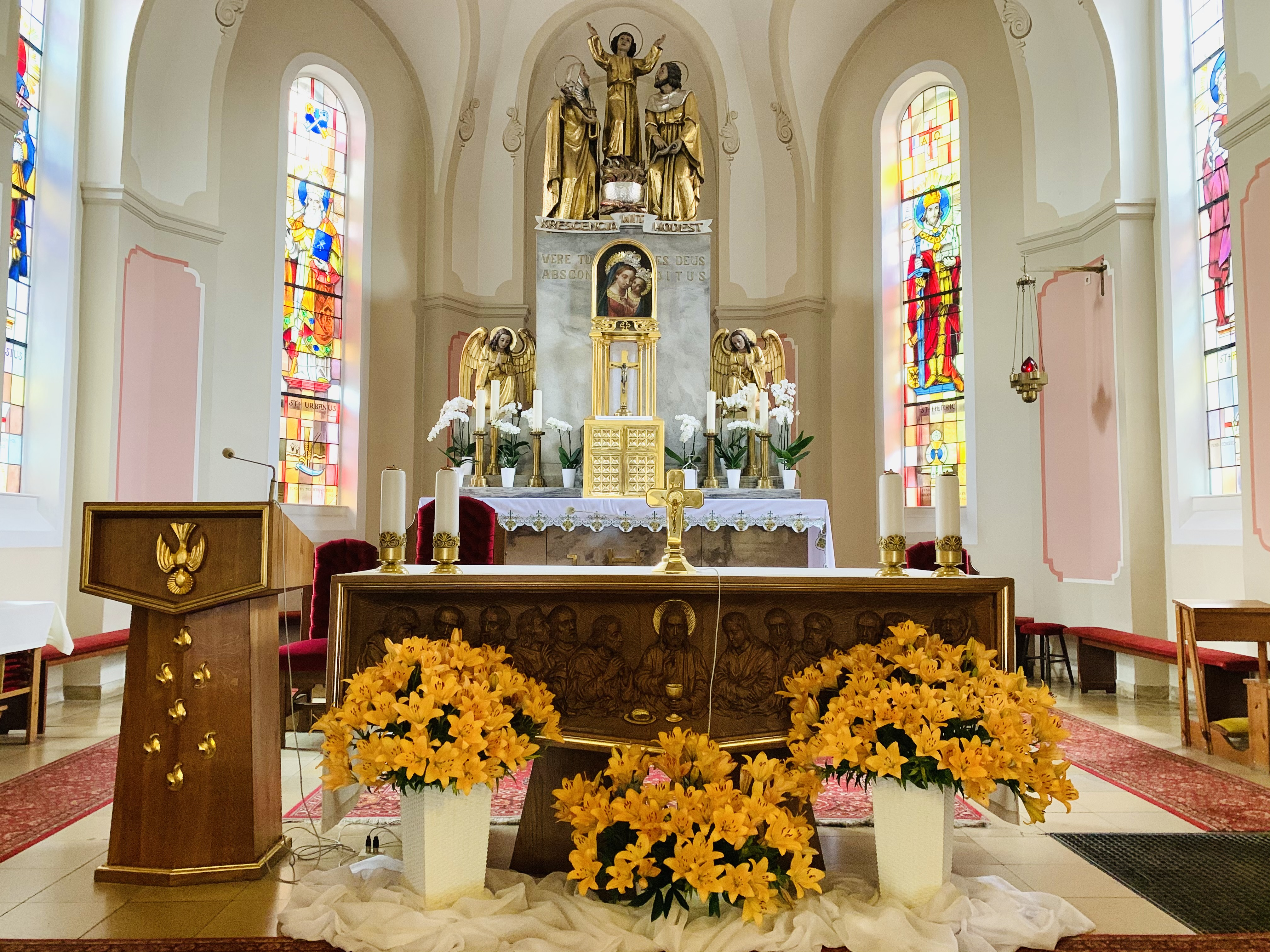
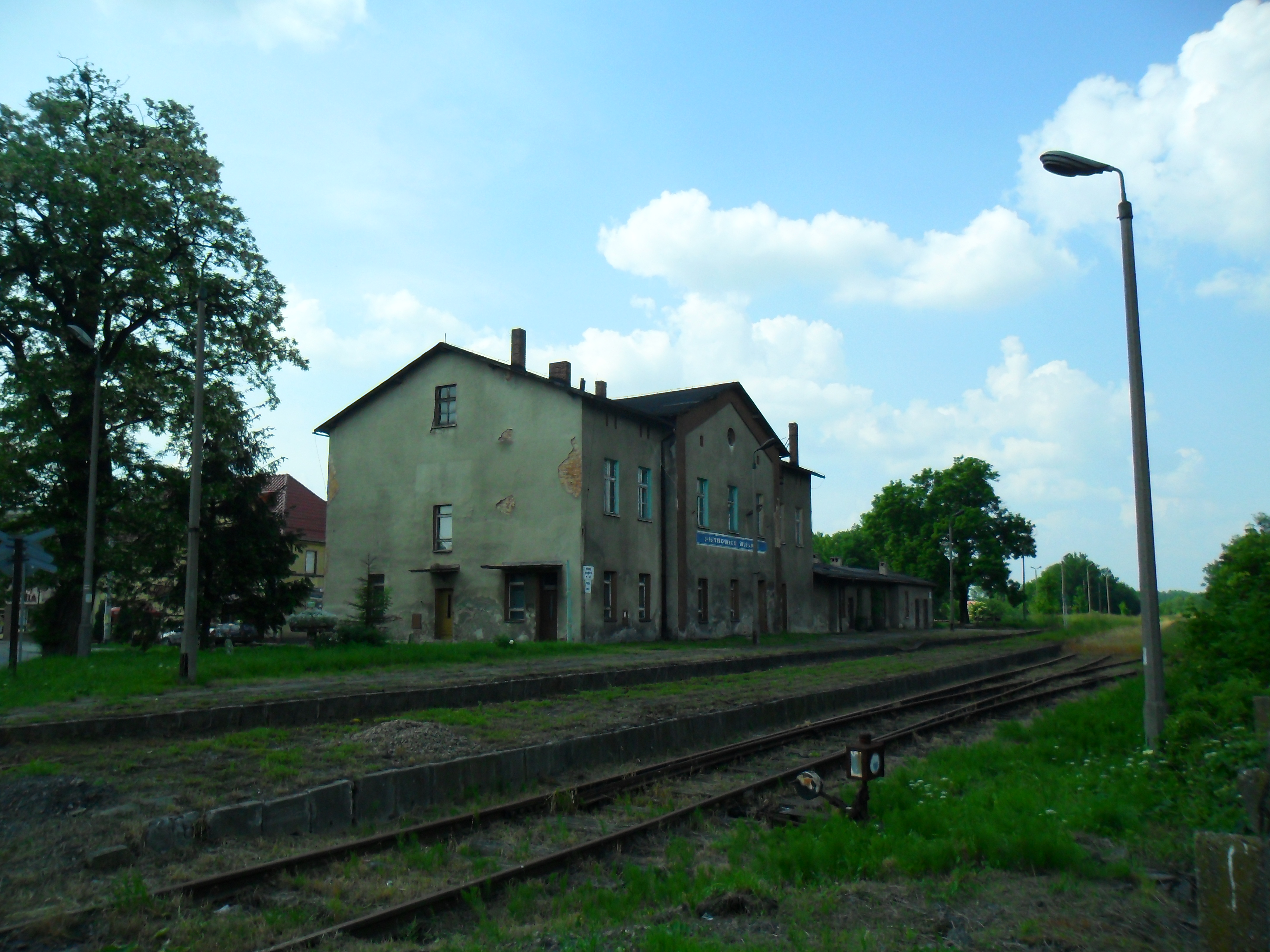
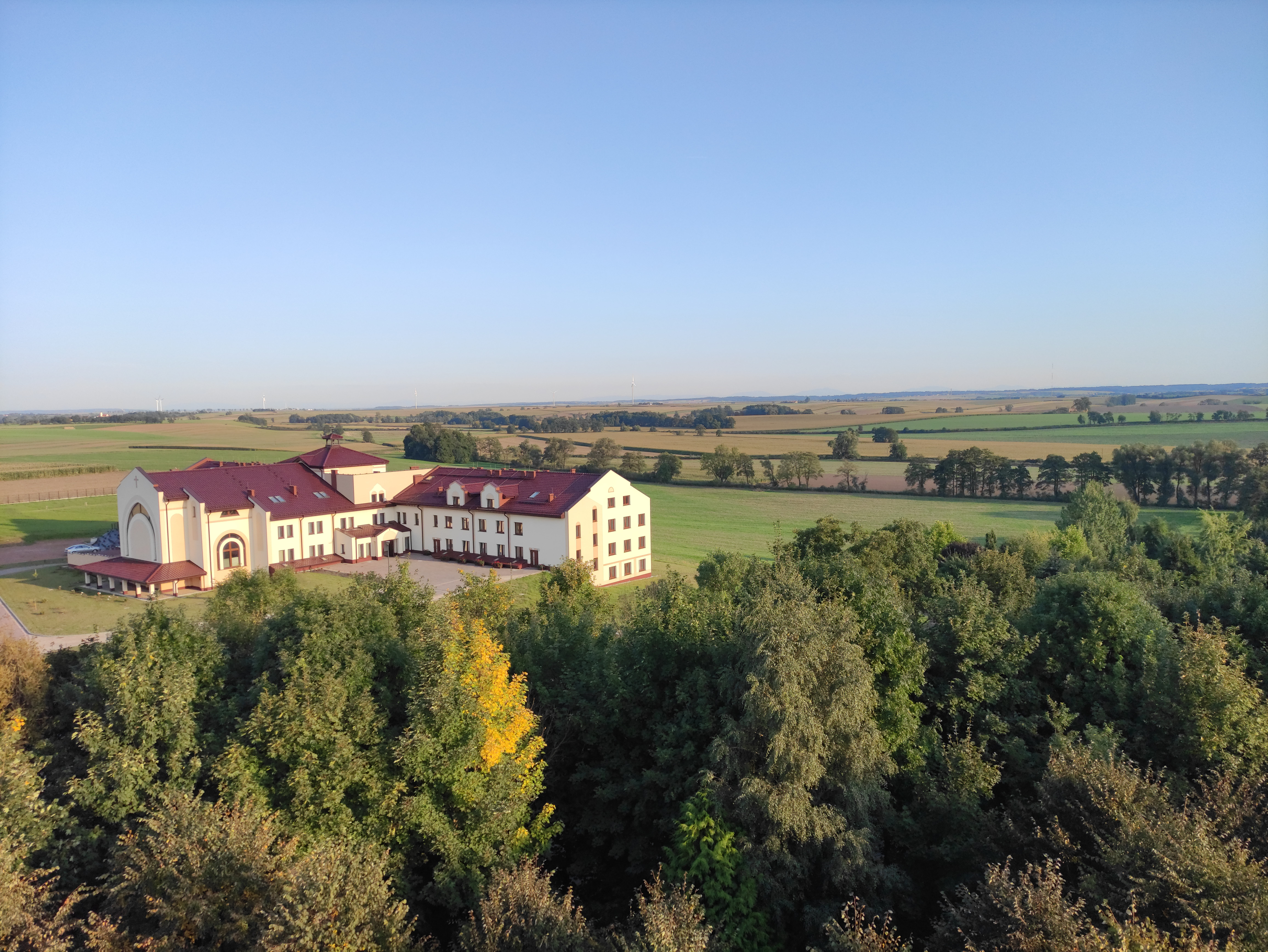
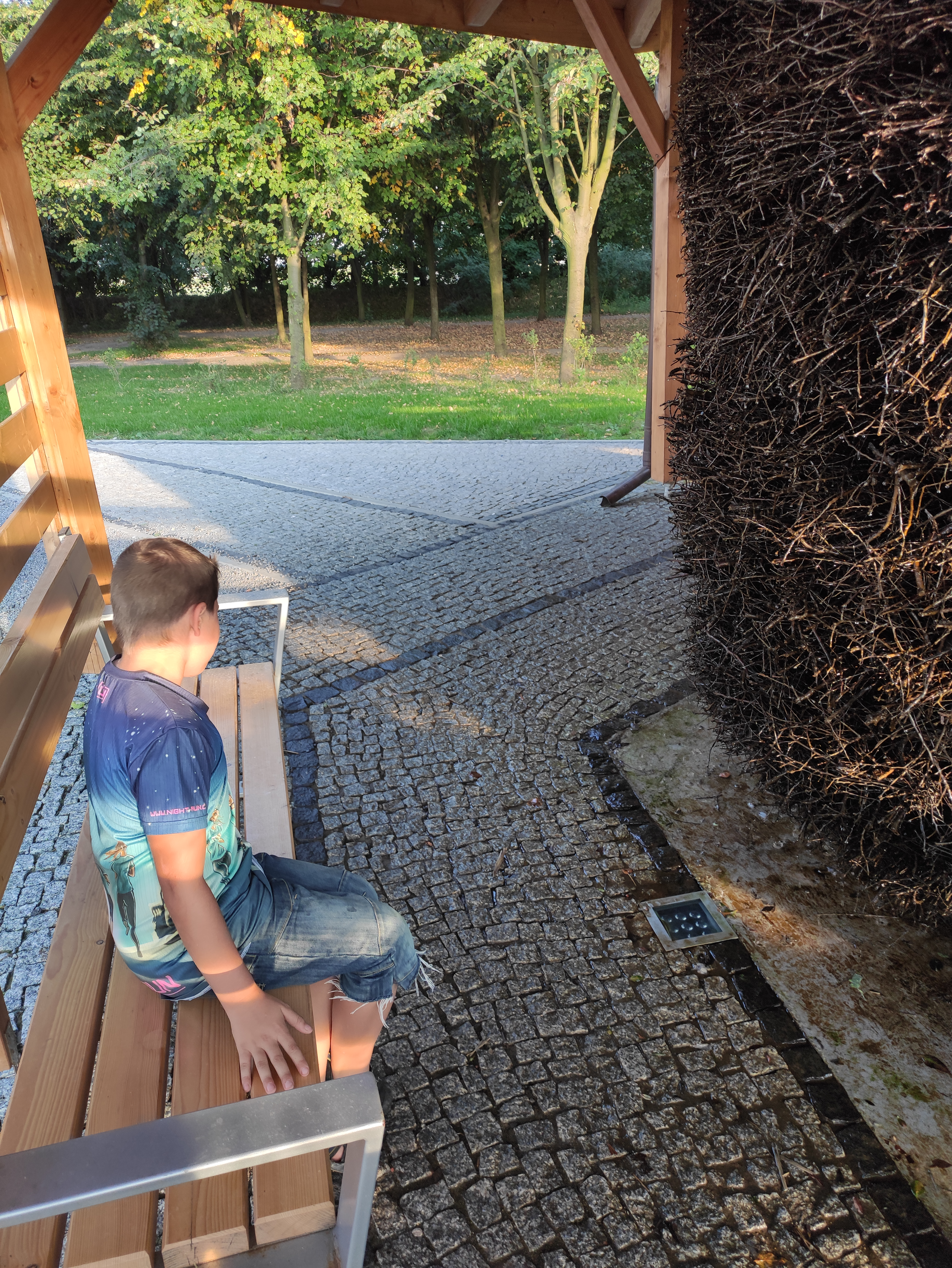
Gradovna
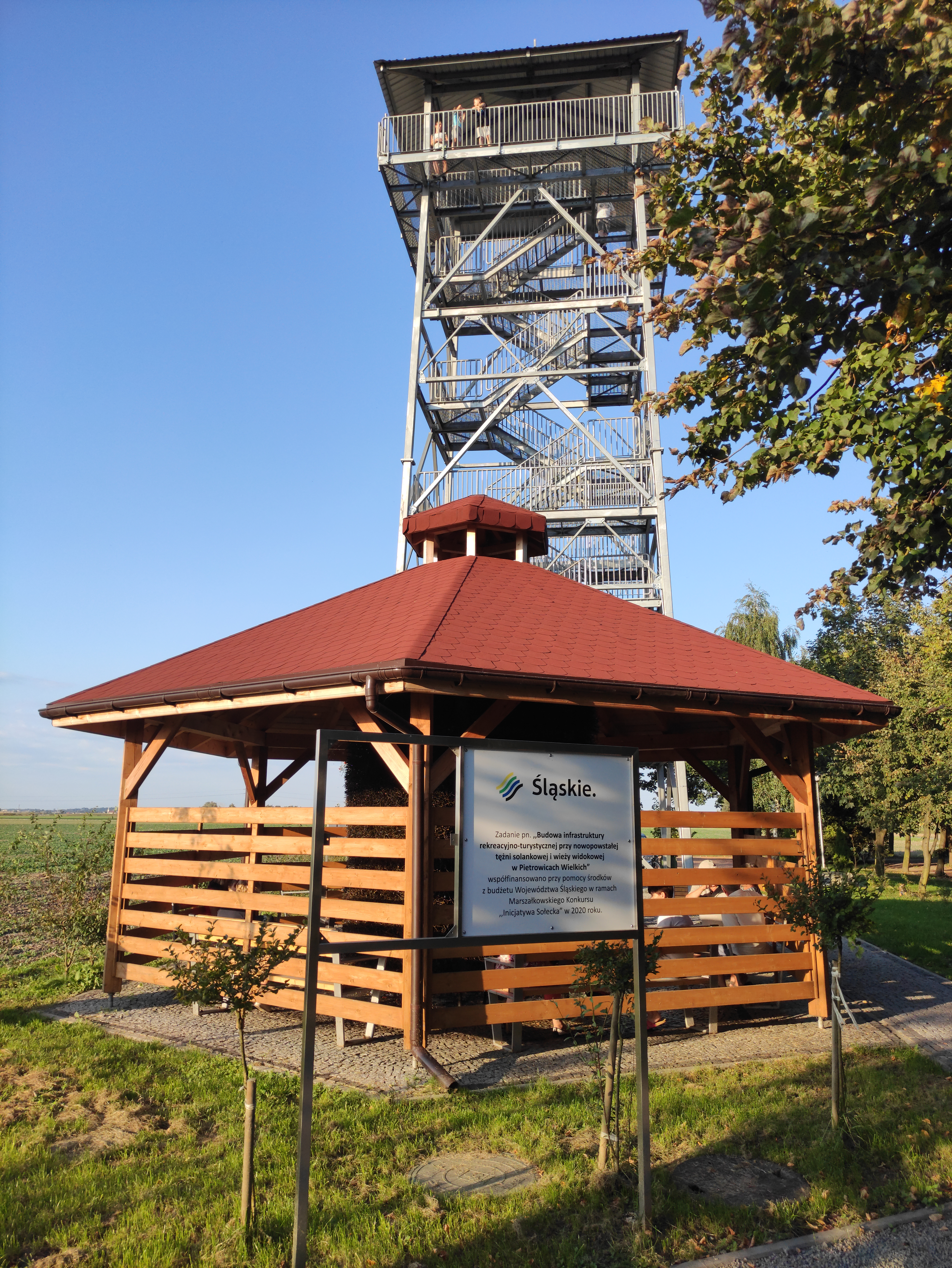
Rozhleda